# Jesús Marte
Pour les articles homonymes, voir Marte.
Marte  Cespedes est un nom espagnol. Le premier nom de famille, en général paternel, est Marte ; le second, en général maternel, souvent omis, est Cespedes.
Jesús Marte Cespedes, né le 25 décembre 2001, est un coureur cycliste dominicain.

## Biographie
En 2018, Jesús Marte devient champion de République dominicaine sur route chez les juniors (moins de 19 ans). L'année suivante, il décroche les deux titres nationaux juniors, dans la course en ligne ligne et le contre-la-montre. 
Lors de la saison 2021, il se distingue en obtenant la médaille d'argent du championnat panaméricain sur route, dans la catégorie des espoirs,. Il représente ensuite son pays aux championnats du monde. En 2022, il remporte le titre en ligne et termine deuxième du contre-la-montre aux championnats nationaux espoirs.  

## Palmarès et résultats

### Par année
- 2018
  -  Champion de République dominicaine sur route juniors
- 2019
  -  Champion de République dominicaine sur route juniors
  -  Champion de République dominicaine du contre-la-montre juniors
- 2021
  -  Médaillé d'argent du championnat panaméricain sur route espoirs
- 2022
  -  Champion de République dominicaine sur route espoirs
  - 2e du championnat de République dominicaine du contre-la-montre espoirs
- 2024
  -  Médaillé d'argent du championnat de la Caraïbe du contre-la-montre
- 2025
  -  Champion de République dominicaine sur route

### Classements mondiaux
| Année            | 2021 |
| ---------------- | ---- |
| UCI America Tour | 65e  |